# Episodi di Good Omens (prima stagione)
La prima stagione della serie televisiva Good Omens è stata pubblicata su Amazon Prime Video il 31 maggio 2019.
| n. | Titolo originale                             | Titolo italiano                           | Prima TV UK    | Prima TV Italia |
| -- | -------------------------------------------- | ----------------------------------------- | -------------- | --------------- |
| 1  | In the Beginning                             | In principio                              | 31 maggio 2019 | 31 maggio 2019  |
| 2  | The Book                                     | Il libro                                  | 31 maggio 2019 | 31 maggio 2019  |
| 3  | Hard Times                                   | Tempi difficili                           | 31 maggio 2019 | 31 maggio 2019  |
| 4  | Saturday Morning Funtime                     | Divertimento del sabato mattina           | 31 maggio 2019 | 31 maggio 2019  |
| 5  | The Doomsday Option                          | L'opzione del giorno del giudizio         | 31 maggio 2019 | 31 maggio 2019  |
| 6  | The Very Last Day of the Rest of Their Lives | L'ultimo giorno del resto della loro vita | 31 maggio 2019 | 31 maggio 2019  |

## In principio
- Titolo originale: In the Beginning
- Scritto da: Neil Gaiman
- Diretto da: Douglas Mackinnon

### Trama
Azraphel, angelo e antico custode dell'Eden, e Crowley, il demone che ha tentato Adamo ed Eva sotto forma di Serpente, sono i rappresentanti sulla Terra del Paradiso e dell'Inferno, rispettivamente. All'insaputa delle rispettive fazioni, entrambi si sono abituati alla vita terrena e si sono alleati nel concedere benedizioni e indurre tentazioni ogni qualvolta che l'altro ne avesse avuto bisogno. Crowley viene incaricato di consegnare l'Anticristo, ancora neonato, a un ospedale gestito dall'Ordine Chiacchierone di St. Beryl, un gruppo di suore sataniche. In ospedale sono presenti, nello stesso momento, due famiglie: i Dowling (un diplomatico americano e sua moglie) e gli Young, una coppia dell'Oxfordshire. L'Anticristo, destinato ai Dowling, viene invece accidentalmente affidato agli Young. Azraphel e Crowley, entrambi poco propensi a favorire l'Apocalisse, si fanno assumere dai Dowling come giardiniere e bambinaia e sperano di poter esercitare su Warlock, il bambino che essi credono essere l'Anticristo, un'influenza in egual misura positiva e negativa, così che possa crescere come un comune essere umano e senza manifestare particolari propensioni al bene o al male. Alla festa per l'undicesimo compleanno di Warlock, Azraphel e Crowley attendono l'arrivo del segugio infernale, previsto proprio per l'undicesimo compleanno dell'Anticristo, che risveglierà i suoi poteri e darà inizio all'Apocalisse. Quando l'animale non si presenta, i due si rendono conto di aver seguito il bambino sbagliato. Il segugio rintraccia il vero Anticristo, Adam Young, nella cittadina inglese di Tadfield, e si conforma ai desideri del ragazzo prendendo l'aspetto di un cagnolino. Adam gli dà il nome "Dog", facendo così partire il conto alla rovescia per l'Apocalisse.

## Il libro
- Titolo originale: The Book
- Scritto da: Neil Gaiman
- Diretto da: Douglas Mackinnon

### Trama
Gli eserciti del Paradiso e dell'Inferno sono ancora all'oscuro del vero piano di Azraphael e Crowley. Nel frattempo, un corriere viene incaricato di convocare i Quattro Cavalieri dell'Apocalisse: Guerra, Carestia, Inquinamento e infine Morte. La prima a essere convocata è Guerra, cui il corriere consegna l'oggetto-simbolo con cui è presentata nel libro dell'Apocalisse, una spada fiammeggiante.
Anathema Device, occultista americana, arriva a Tadfield per fare la sua parte nel corso dell'imminente Apocalisse, secondo quanto profetizzato dalla sua antenata Agnes Nutter, profetessa vissuta nel Seicento e condannata al rogo dal maggiore dei Cacciatori di Streghe Colui-Che-Non-Commette-Adulterio Pulsifer. Tutte le infallibili profezie di Agnes sono raccolte nel libro "Le belle e accurate profezie di Agnes Nutter, strega", la cui unica copia si tramanda da generazioni tra i discendenti di Agnes. Nel mentre Newton Pulsifer, discendente di Adulterio Pulsifer, viene reclutato dal Sergente Shadwell nell'esercito dei cacciatori di streghe. Newton fa anche la conoscenza di Madame Tracy, una prostituta e medium, nonché padrona di casa di Shadwell. Intanto, Azraphael e Crowley si recano al convento dell'ordine di St.Beryl per capire cosa sia andato storto nello scambio di neonati, ma scoprono che l'archivio è andato distrutto in un incendio causato dai compagni demoni di Crowley. Più tardi, Adam e i suoi amici incontrano e fanno amicizia con Anathema, che vive lì vicino. Anche Azraphael e Crowley s'imbattono in Anathema e, per sbaglio, le sottraggono il libro di profezie di Agnes. Azraphael riesce a decifrarlo e vi trova l'indirizzo e il nome dell'Anticristo, Adam Young.

## Tempi difficili
- Titolo originale: Hard Times
- Scritto da: Neil Gaiman
- Diretto da: Douglas Mackinnon

### Trama
Tramite una serie di flashback che rimandano a diversi eventi storici (l'arca di Noè prima del diluvio, la crocifissione di Gesù, l'epoca di re Artù, l'incontro con William Shakespeare, la Rivoluzione francese e i bombardamenti nazisti su Londra durante la seconda guerra mondiale) si assiste allo sviluppo dell'amicizia fra Azraphael e Crowley. Un momento di particolare tensione tra i due si avverte allorché Crowley chiede ad Azraphael di procurargli dell'acqua santa, ciò che di più distruttivo esiste per uccidere un demone. Dopo non pochi indugi e preoccupazioni, Azraphael acconsente. Nel presente, il corriere convoca il cavaliere dell'Apocalisse Carestia. Adam consola Anathema della perdita del libro di profezie. All'insaputa l'uno dell'altro, sia Azraphael che Crowley incaricano Shadwell di trovare l'Anticristo; il cacciatore di streghe manda Newton a Tadfield per indagare. Convinto che la sua fazione rappresenti il bene e che, una volta informata del ritrovamento del vero Anticristo, farà di tutto per scongiurare l'Apocalisse, Azraphael discute con Crowley e decide di prendere, con dolore, le distanze da lui. Ma, nel dialogare con gli altri angeli, li scopre ostili, bellicosi e sospettosi del suo comportamento. A casa di Anathema, Adam rimedia delle riviste pseudoscientifiche e comincia a interessarsi a questioni quali l'inquinamento e il riscaldamento globale, le visite degli alieni e la scoperta del continente di Atlantide. Quella notte, desiderando di poter migliorare il mondo, riesce misteriosamente a far svanire un reattore nucleare da una base aerea.

## Divertimento del sabato mattina
- Titolo originale: Saturday Morning Funtime
- Scritto da: Neil Gaiman
- Diretto da: Douglas Mackinnon

### Trama
Vari fenomeni di cui Adam ha letto e parlato con Anathema cominciano a verificarsi, tra cui il ritrovamento di alcuni monaci tibetani in un tunnel sotterraneo, la riemersione della Città di Atlantide, l'arrivo degli alieni e la distruzione di alcune baleniere causata dal Kraken. Gabriele e colleghi scoprono che Azraphael si consulta periodicamente con Crowley, e sospettano un suo tradimento; in un nuovo confronto con l'angelo che vorrebbe convincerli a fermare l'Armageddon si dicono interessati unicamente a vincere la guerra contro le potenze infernali che ne seguirà e lo esortano a scegliere da che parte stare. Azraphael decide allora di rivolgersi direttamente a Dio per chiedere di impedire l'Apocalisse, ma è il Metatron, la voce di Dio, a rispondergli negativamente. Crowley, che ha compreso gli intenti distruttivi di Paradiso e Inferno, si è ormai rassegnato a vedere la Terra e i suoi abitanti distrutti, e progetta di fuggire su un altro pianeta insieme ad Azraphael, ma quest'ultimo, suo malgrado, rifiuta di seguirlo. Nel frattempo, Newton giunge a Tadfield, ma rimane leggermente ferito in un incidente con la sua auto. Adam e i suoi amici lo trovano e lo portano a casa di Anathema affinché si riprenda; Newton le rivela che Adam è l'Anticristo. Il ragazzo comincia a mostrare segni del suo potere, il che preoccupa i suoi amici, soprattutto quando Adam non permette loro di allontanarsi.
Vengono convocati Inquinamento e Morte. Le potenze infernali convocano il presunto Anticristo, Warlock, nella piana di Megiddoh affinché dia inizio all'Apocalisse, ma quando si accorgono che Warlock è un bambino normale pensano a un tranello di Crowley e giurano di vendicarsi di lui. I demoni Ligur e Hastur lo rintracciano e lo attaccano, ma Crowley riesce a uccidere Ligur con l'acqua santa che conservava per simili scopi e a intrappolare Hastur nella segreteria telefonica. Intanto, Dio spiega al pubblico la risposta alla questione teologica "Quanti angeli possono ballare su una testa di spillo?".
Come predetto da Agnes, Newt e Anatema s'innamorano; Shadwell, temendo di aver mandato il giovane Pulsifer in un covo di streghe e demoni, si reca alla libreria di Azraphael per spillargli il denaro necessario per raggiungere Tadfield. Ma nel vedere l'angelo interloquire con il Metatron si convince che questi sia in combutta con streghe e demoni, e tenta di esorcizzarlo; finisce invece per separarlo dal suo corpo mortale e mandarlo in Paradiso, prima di dare accidentalmente fuoco alla libreria.

## L'opzione del giorno del giudizio
- Titolo originale: The Doomsday Option
- Scritto da: Neil Gaiman
- Diretto da: Douglas Mackinnon

### Trama
Crowley si reca a cercare Azraphael, ma trovando la libreria in fiamme e nessuna traccia dell'angelo rimane profondamente sconvolto e convinto che sia morto. Dal Paradiso dov'è finito dopo essersi "discorporato" Azraphael riesce a comunicare con Crowley e a dirgli che ha nascosto delle informazioni sull'Anticristo nel libro di Agnes Nutter (che Crowley ha salvato dall'incendio) e si mette alla ricerca di un corpo fisico per recarsi a Tadfield. Durante una seduta spiritica condotta da Madame Tracy, Azraphel s'impossessa, parzialmente, del suo corpo, e insieme a un perplesso Shadwell arriva alla base militare di Tadfield per incontrarsi con Crowley. Hastur riesce a scappare dalla segreteria telefonica e si teletrasporta nell'auto di Crowley, che è rimasto intrappolato sull'autostrada M25 dopo che questa ha preso fuoco. Il demone guida attraverso l'incendio, facendo svanire Hastur, e si dirige verso Tadfield con la Bentley in fiamme. Adam raggiunge l'apice dei suoi poteri ma, nel farlo, terrorizza i suoi amici; sconvolto all'idea che lo vogliano abbandonare, Adam ritorna in sé. I ragazzi si dirigono alla base aerea, dove i Quattro Cavalieri dell'Apocalisse si sono impadroniti del centro di comunicazioni, con cui controllano dei sistemi globali e intendono scatenare una guerra nucleare. Alla base aerea arrivano anche Newt e Anatema, Azraphael/Madame Tracy, Shadwell e Crowley. Dopo un infernale viaggio fra le fiamme da Londra a Tadfield la Bentley di Crowley si distrugge.

## L'ultimo giorno del resto della loro vita
- Titolo originale: The Very Last Day of the Rest of Their Lives
- Diretto da: Douglas Mackinnon

### Trama
L'episodio si apre all'Inferno, su un processo pubblico in cui Crowley è l'imputato, Belzebù il giudice, Hastur l'accusa. Tornando indietro al giorno dell'Apocalisse, Adam usa i suoi poteri per separare Madame Tracy da Azraphael, che riacquista così un corpo fisico. Gli amici di Adam riescono a sconfiggere Guerra, Inquinamento e Carestia, i quali si dissolvono lasciando al loro posto gli oggetti che li rappresentano (una spada fiammeggiante, una corona, una bilancia), mentre Morte si congeda. Nella sala di controllo Anathema e Newt riescono a fermare la guerra nucleare innescata dai quattro Cavalieri dell'Apocalisse. Belzebù e Gabriele giungono sulla Terra per convincere Adam a dare inizio all'Apocalisse in accordo con il Grande Piano, ma Adam rifiuta. Azraphael e Crowley fanno notare ai loro superiori che ciò che vogliono potrebbe anche essere parte del Grande Piano, ma forse non dell'Ineffabile Piano. Entrambe le parti decidono, a malincuore, di lasciar perdere; compare invece Satana, informato della ribellione di Adam e intenzionato a distruggere il suo figlio ribelle, ma Adam lo rinnega come padre. Proprio mentre Satana si disintegra arriva il signor Young, il padre terreno di Adam. Quella sera il corriere giunge a riprendere gli oggetti che rappresentano Guerra, Inquinamento e Carestia. Azraphael e Crowley discutono della possibilità di subire ritorsioni da parte dei rispettivi schieramenti e del contenuto dell'ultima profezia di Agnes Nutter, che recita:" Scegliete bene le vostre facce, perché presto giocherete con il fuoco".
Il giorno dopo il mondo risulta tornato a com'era prima che cominciasse l'Apocalisse; anche la Bentley di Crowley e la libreria sono tornate intatte. Azraphael e Crowley sono a St. James Park quando ricompare la Morte e i due vengono ricondotti a forza rispettivamente in Paradiso e all'Inferno, per subire una punizione per aver provveduto a scongiurare l'Apocalisse.
Nel frattempo Anathema e Newt si stabiliscono a Tadfield; Anathema riceve per posta il seguito delle "Belle e accurate profezie di Agnes Nutter", ma decide di bruciare il libro dopo che Newt la convince a dismettere le proprie responsabilità di discendente e a essere solo sé stessa. Anche Madame Tracy e Shadwell dismettono le rispettive professioni e cominciano una relazione. Adam Young è in punizione, ma si scopre ancora in grado di manipolare la realtà a suo piacimento.
Angeli e demoni complottano tra di loro per imporre ai traditori una pena adatta al crimine, motivo per cui Crowley viene condannato all'estinzione tramite un bagno d'acqua santa, Azraphael a bruciare nel fuoco infernale. I due, però, escono indenni dalla punizione, con grande sgomento delle rispettive fazioni, che si impegnano a non perseguitarli più.
Tornati sulla Terra, angelo e demone riprendono le loro sembianze: interpretando correttamente l'ultima profezia di Agnes, avevano preso l'uno le sembianze dell'altro per sfuggire alla condanna definitiva.
L'episodio si conclude con Azraphael e Crowley che finalmente pranzano serenamente insieme, mentre a Berkeley Square un usignolo inizia a cantare (anche se, secondo Dio, nessuno riesce a sentirlo per via del traffico).